# Dominique Dewulf
Pour les articles homonymes, voir Dewulf.
Dominique Dewulf, née le 14 décembre 1954 à Lille, est une footballeuse française évoluant au poste de milieu de terrain.

## Carrière

### Carrière en club
Dominique Dewulf évolue de 1971 à 1978 au Stade de Reims ; elle remporte le Championnat de France en 1975, 1976 et 1977. Elle termine sa carrière au Caluire SC.

### Carrière en sélection
Dominique Dewulf compte neuf sélections en équipe de France féminine entre 1971 et 1975. 
Elle reçoit sa première sélection en équipe nationale le 28 novembre 1971, en amical contre l'Italie (match nul 2-2). Elle joue son dernier match le 15 novembre 1975, en amical contre les Pays-Bas (défaite 0-2).